# Модальність (музика)
Модальність у музиці — термін, що використовується, залежно від контексту, в декількох значеннях:
- У теорії ладу — спосіб звуковисотної організації, що ґрунтується на звукорядному принципі на відміну від тональності, для якої характерна техніка центру або співзвуччя.
- У середньовічній теорії ритму — техніка застосування шести ритмічних модусів.
- У сучасній композиції — метод створення музики на основі різних натуральних і штучних ладів, а також довільно обраних звуковисотних і ритмічних модусів. Модальність близька до серійності, але характеризується більш вільним порядком елементів.

## Джерело
- Юрій Юцевич. Музика: словник-довідник. — Тернопіль, 2003. — 404 с. — ISBN 966-7924-10-6. (html-пошук по словнику, djvu)